# Tine Mulej
Tine Mulej, slovenski alpski smučar, * 21. januar 1921, Lesce, † 9. april 1982, Begunje na Gorenjskem.
Mulej je za Jugoslavijo nastopil na Zimskih olimpijskih igrah 1948 v Sankt-Moritzu in 1952 v Oslu.
V Sankt-Moritzu je v smuku osvojil 36., v slalomu pa 40. mesto.
V Oslu je nastopil v veleslalomu in v slalomu. Veleslalom je končal na 27. mestu, slaloma pa ni končal.